# Yamethin District
Yamethin District är ett distrikt i Myanmar.   Det ligger i regionen Mandalayregionen, i den centrala delen av landet, 80 km norr om huvudstaden Naypyidaw.